# 清太宗第十女
清太宗第十女（1635年十月二十一日—1661年八月），名不详，清太宗皇太极的十女儿。

## 生平
生母是庶妃纳喇氏，同母弟妹高塞、清太宗第十三女。依后金习俗，可称格格。
天聪九年（1635年）十月二十一日辰时，皇十女出生。順治八年(1651年)八月，指配图赖之子辉塞。辉塞为额驸。是月下嫁。皇女僅封為县君，盖因清初皇女册封制度不完善和其母婚姻名份卑微之故。
婚后两个月（顺治八年十月），丈夫辉塞逝世。順治十八年(1661年)八月，虚岁二十七的县君去世。